# Ackerbohne

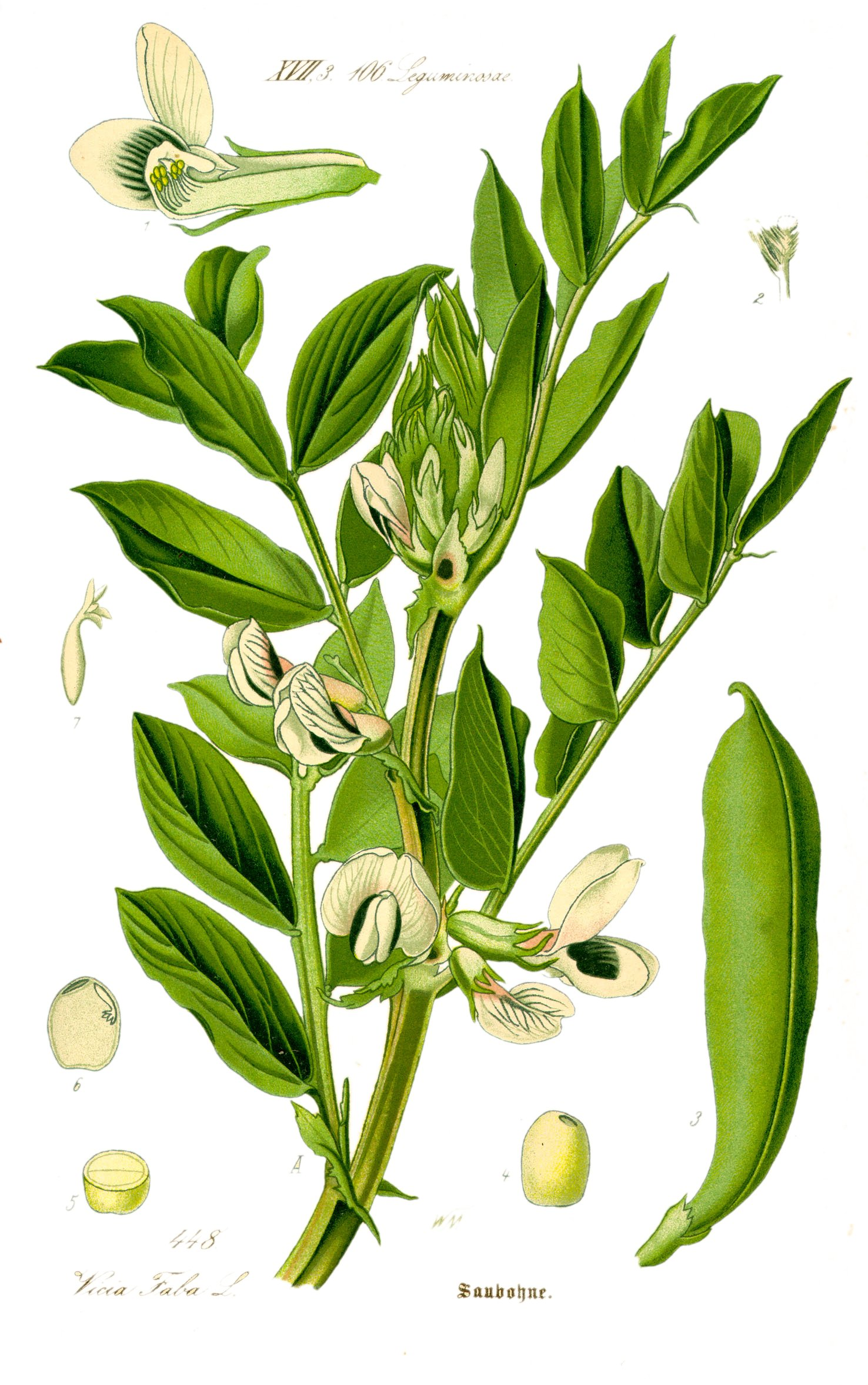
Ackerbohne (Vicia faba)
Illustration aus O.W. Thomé: Flora von Deutschland, Österreich und der Schweiz, 1885.

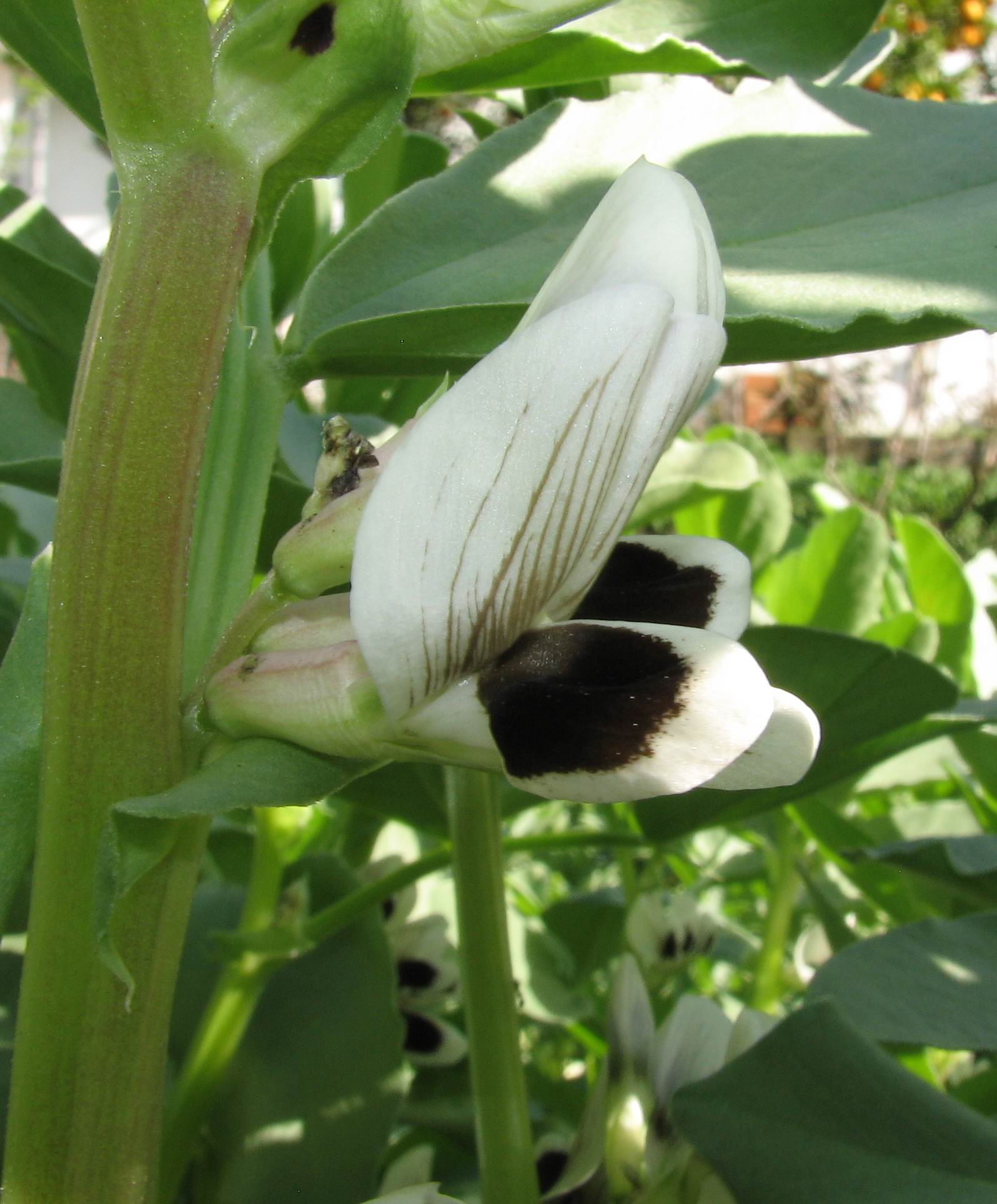
Weiße, zygomorphe Blüte mit dem dunklen Saftmal

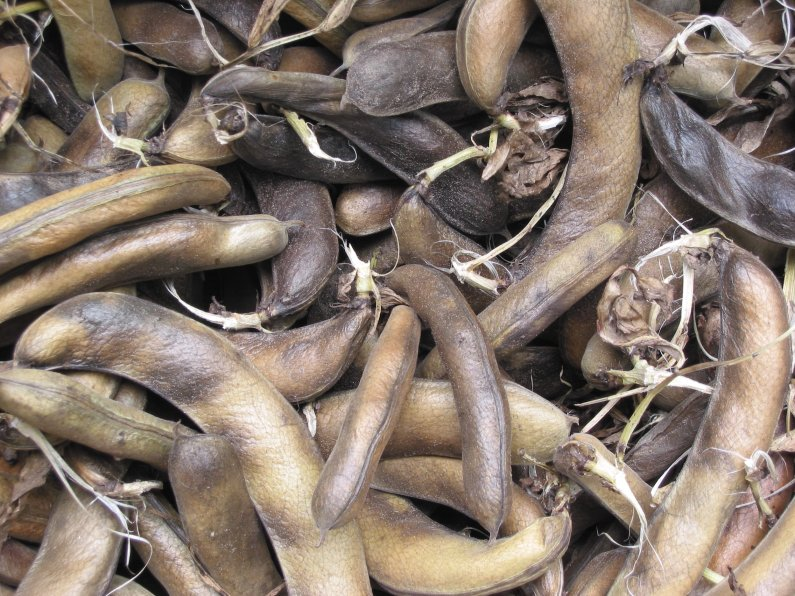
Reife Hülsenfrüchte

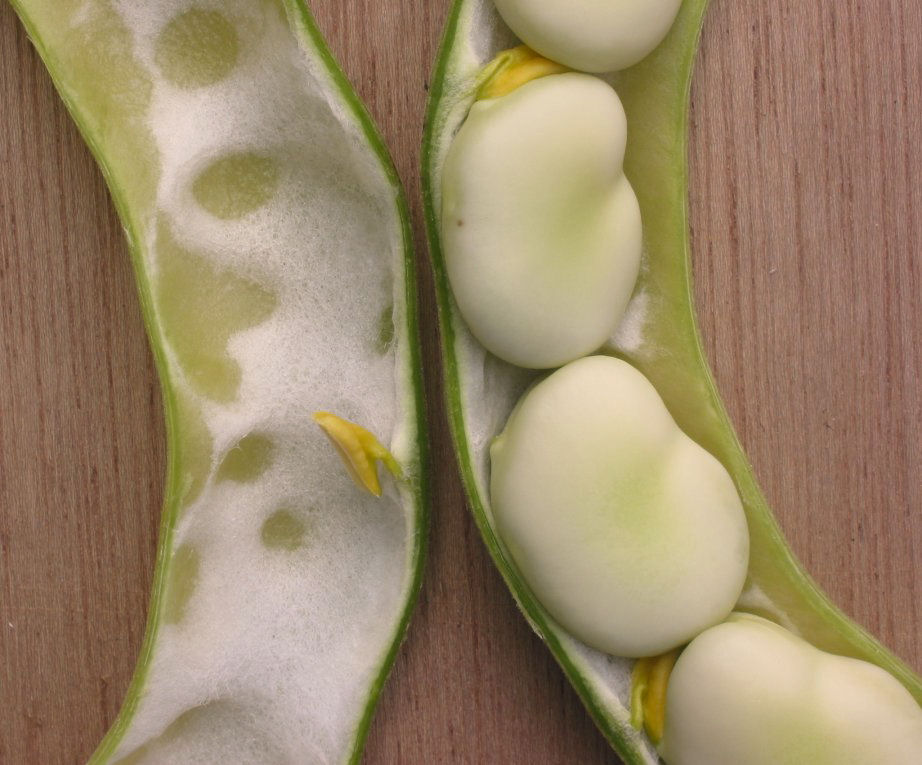
Geöffnete, unreife Hülsenfrucht mit nierenförmigen Samen

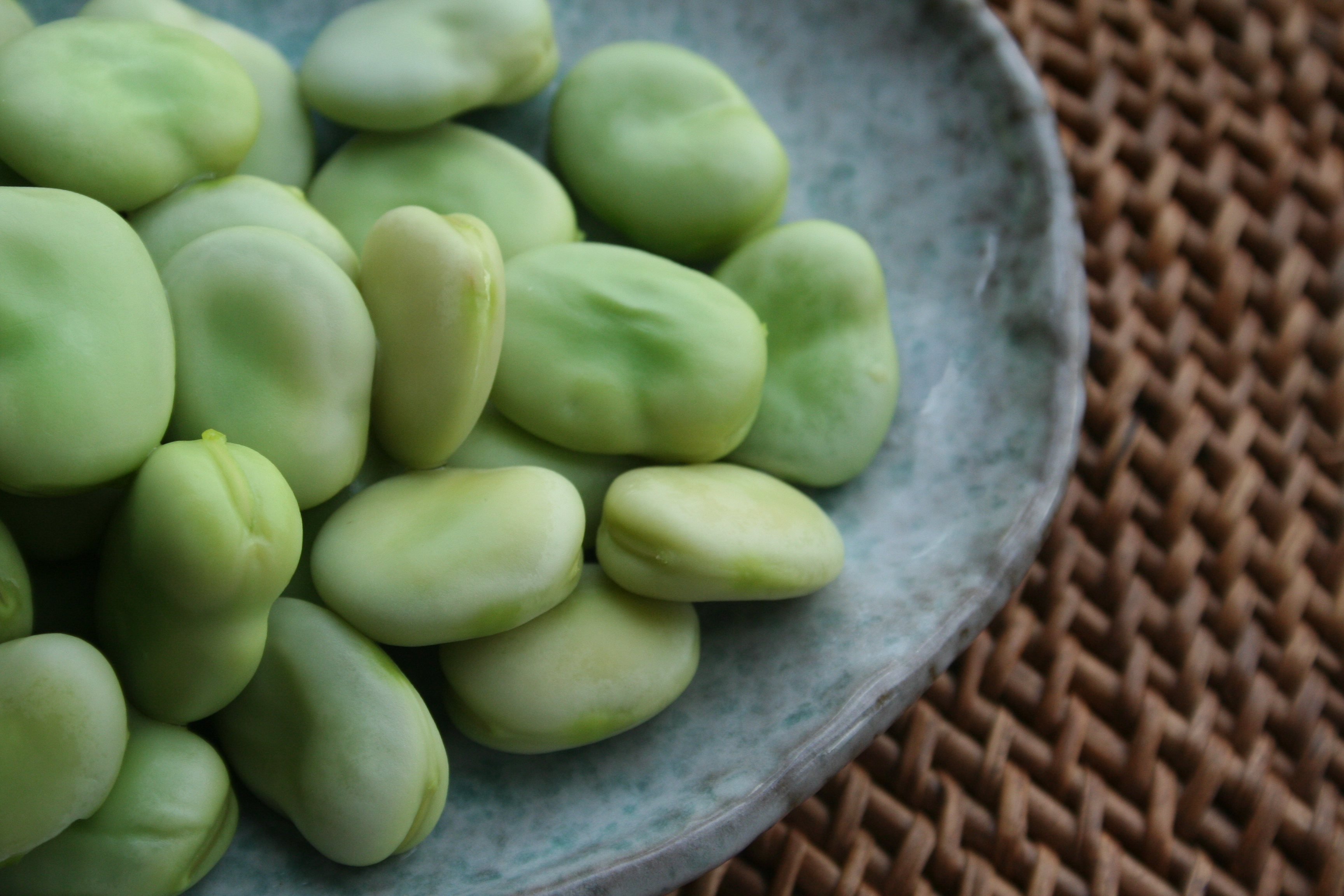
Gekochte Dicke Bohnen

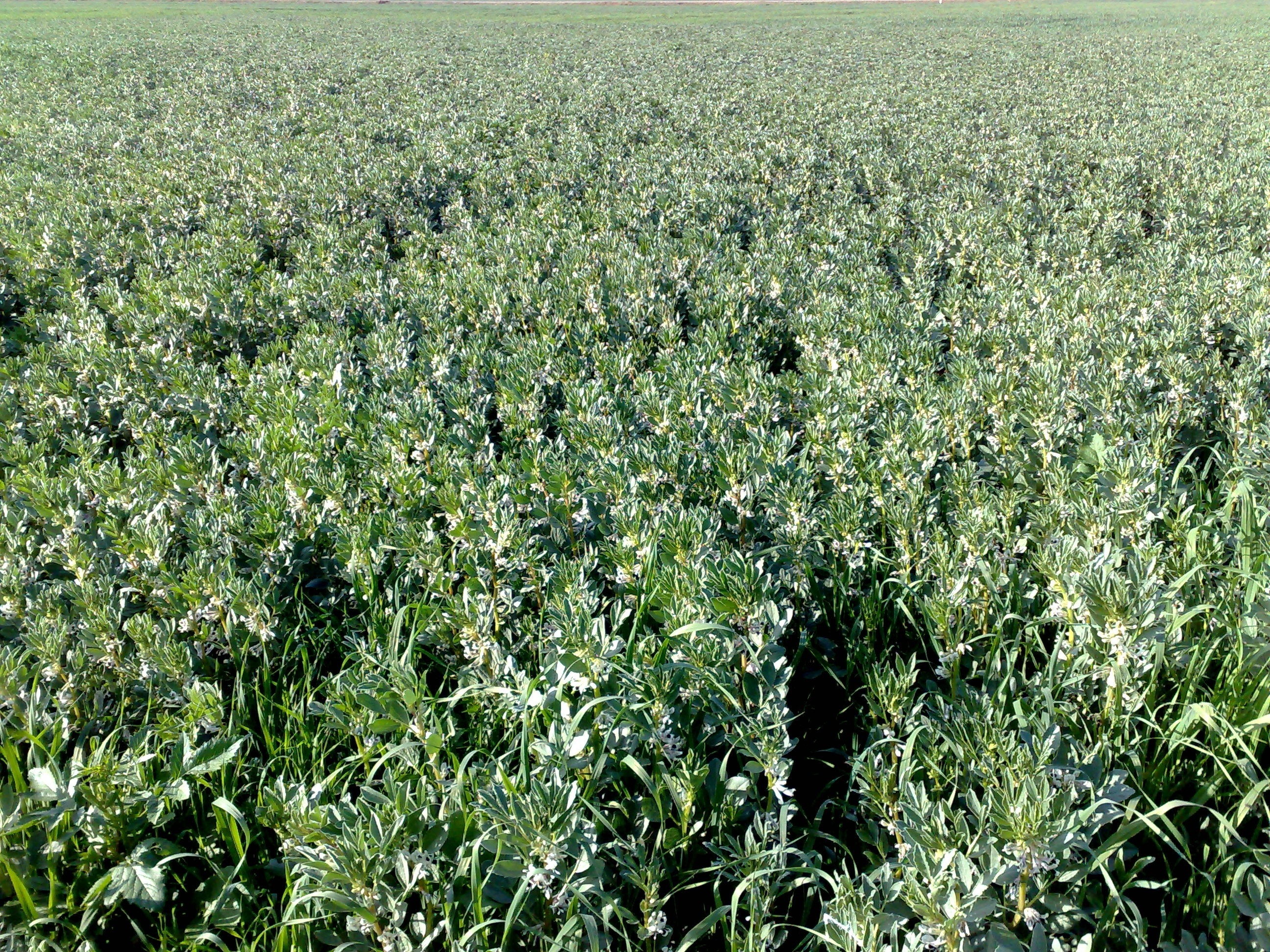
Ackerbohnenfeld

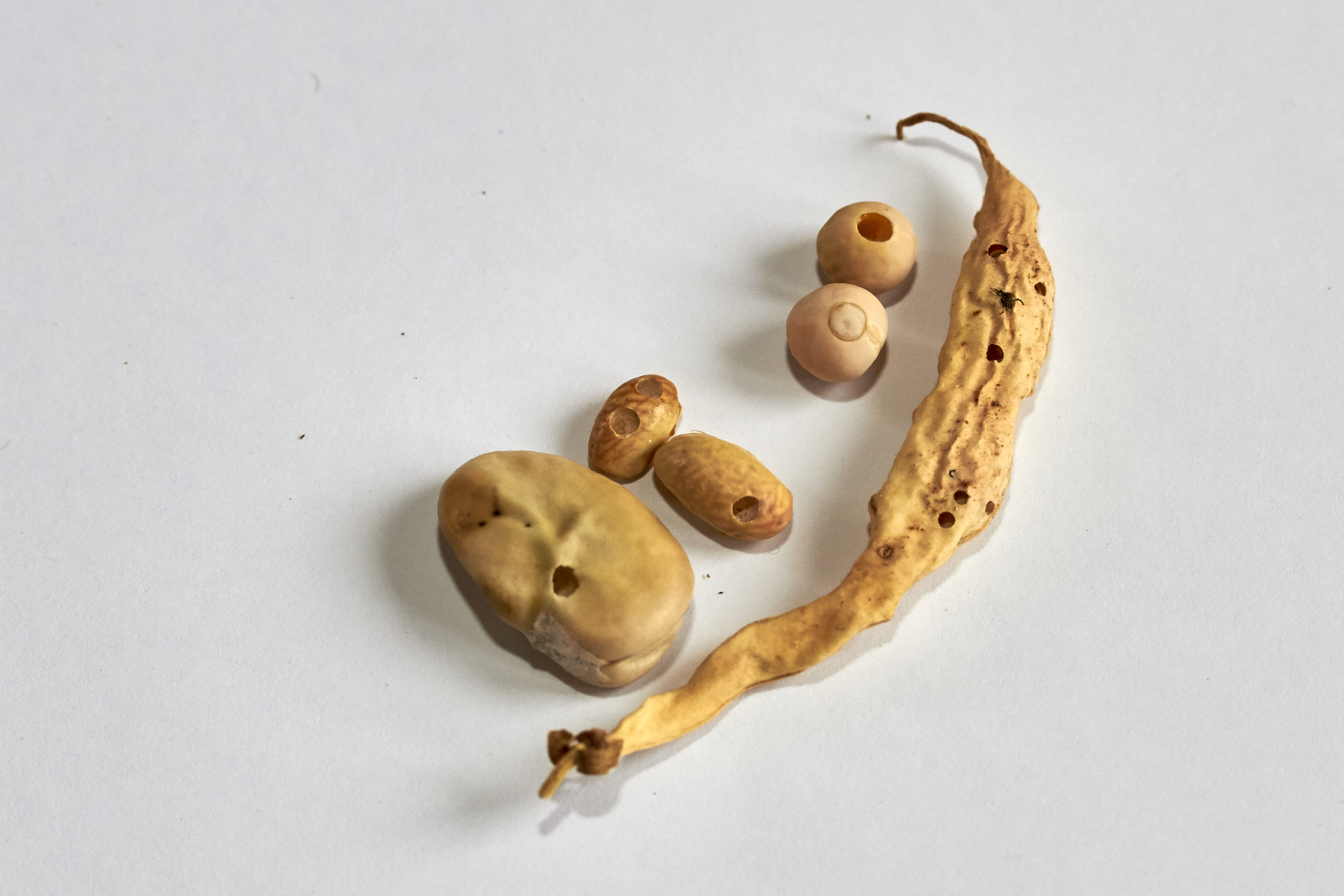
Schäden durch den Ackerbohnenkäfer (Bruchus rufimanus)

Die Ackerbohne (Vicia faba), auch Puffbohne, Feldbohne, Saubohne, Schweinsbohne, Pferdebohne, Fababohne, Faberbohne, Favabohne, Viehbohne und Dicke Bohne genannt, ist eine Pflanzenart in der Unterfamilie Schmetterlingsblütler (Faboideae) innerhalb der Familie der Hülsenfrüchtler (Fabaceae oder Leguminosae). Diese Nutzpflanze gehört zur Gattung der Wicken (Vicia), im Gegensatz zur Gartenbohne, die der Gattung Phaseolus angehört.

## Kulturgeschichte
Die Wildform, von der die Ackerbohne abstammt, ist nicht bekannt. Heute kommt die Ackerbohne nur als Kulturpflanze vor. Als Kandidaten genannte Wildpflanzen (Vicia narbonensis L., Vicia galilaea Plitmann & Zohary) sind heutigen Erkenntnissen nach zwar nahe Verwandte, aber keine Stammformen. Vicia faba und Vicia narbonensis sind nach neueren Erkenntnissen Geschwister und entstammen einer Elternform, die ausgestorben ist. Am nächsten zur vermuteten Wildform wird die in Indien, am Himalaja und in Südostspanien angebaute Unterart Vicia faba subsp. paucijuga (Syn.: Vicia paucijuga (Trautv.) B.Fedtsch.) angesehen, eine stark verzweigte Wuchsform ohne Haupttrieb und ohne Samen. Als Verwandte, die Ausgangsformen für Vicia faba sein könnten, werden genannt: Vicia galilaea, die im Vorderen Orient beheimatet ist, und Vicia pliniana (Trab.) Muratova aus Algerien, die wahrscheinlich nur eine kleinsamige Form von Vicia faba ist.
Frühe Formen der „Dicken Bohne“ waren nicht sehr dick. Diese kleineren Samen wurden erstmals in archäologischen Ausgrabungen in einer Steinzeitsiedlung bei Nazaret in Israel gefunden, die zwischen 6800 v. Chr. und 6500 v. Chr., eventuell auch um 6000 v. Chr. datiert ist. Es ist nicht klar, ob es sich bei diesen Samen um gesammelte Wildsamen oder angebaute Bohnen handelt. Seit dem 3. vorchristlichen Jahrtausend findet sich die Dicke Bohne in vielen Ausgrabungen im Mittelmeerraum.
Seitdem hat sich die Ackerbohne bis nach Mitteleuropa ausgebreitet. In den ersten Jahrhunderten nach Christus entwickelte sich ein Anbauschwerpunkt an der Nordseeküste, weil sie als einzige Hülsenfrucht auf salzigen Böden in Küstennähe gedeiht. Bei archäologischen Ausgrabungen auf der Feddersen Wierde, welche in der zweiten Hälfte des 1. Jhs. v. Chr. besiedelt wurde, fanden sich neben Samen von Gerste und Hafer auch die von Ackerbohne, Lein und Leindotter.
Im Mittelalter war sie, meist nur bone (oder lateinisch faba) genannt, eines der wichtigsten Nahrungsmittel, auch bedingt durch die hohen Erträge. In dieser Zeit tauchte erstmals die großsamige Varietät auf, die heute verbreitet ist. Seit dem 17. Jahrhundert ging der Anbau in Europa zurück. Die aus Amerika eingeführte Gartenbohne und die Feuerbohne wurden zur menschlichen Ernährung vorgezogen. Die Dicke Bohne dient hauptsächlich als Viehfutter. In Westfalen und im Rheinland werden Dicke Bohnen mit Speck noch gerne genossen.
Die Ackerbohne wurde durch den Verein zur Erhaltung der Nutzpflanzenvielfalt (VEN) zum Gemüse des Jahres 1998/1999 gewählt. Seit den 2010er Jahren wird der Anbau der Ackerbohne gefördert, die Anbaufläche hat sich seitdem vervielfacht.

## Beschreibung

### Vegetative Merkmale
Die Dicke Bohne ist eine einjährige krautige Pflanze, die Wuchshöhen von 0,3 bis zu 2 Metern erreicht. Die bis zu einem Meter tiefgehende Pfahlwurzel ist im oberen Bereich stark verzweigt. Der aufrechte, unverzweigte Stängel ist vierkantig, hohl und kahl.
Die paarig gefiederten Laubblätter besitzen meist zwei bis drei Paare Fiederblättchen und eine grannenartige Spitze ohne Ranke. Die breiten und ovalen Fiederblättchen sind 3 bis 10 Zentimeter lang, 1 bis 4 Zentimeter breit, blaugrün, etwas fleischig und unbehaart. Die großen Nebenblätter sind 10 bis 17 Millimeter lang, ganzrandig oder an der Spitze leicht gezähnt und besitzen oft violettbraune Nektarien.

### Generative Merkmale
Die Blütezeit reicht von Mai bis Juni. Ein bis sechs Blüten stehen an kurzen Stielen in den Blattachseln.
Die relativ großen, duftenden Schmetterlingsblüten sind zygomorph und fünfzählig mit doppelter Blütenhülle. Die fünf 12 bis 15 Millimeter langen Kelchblätter sind röhrig verwachsen; die unteren lanzettlichen Kelchzähne sind mit 5 Millimetern länger als die anderen. Die fünf Kronblätter sind weiß oder rot. Die Flügel sind in der Grundfarbe auch weiß oder rot mit jeweils einem dunkel-purpurfarbenen Flecken. Der fast rechtwinklig abgebogene Griffel ist oben flaumig und an den Seiten bärtig behaart; er endet mit einer zweiteiligen Narbe. Neun der zehn Staubblätter sind zu einer Röhre verwachsen.
Die abstehenden, 8 bis 20 Zentimeter langen und 1 bis 3 Zentimeter dicken Hülsenfrüchte sind unbehaart, anfangs grünlich, bei Vollreife braun bis schwarz und enthalten zwei bis sechs Samen. Je nach Sorte sind die glatten Samen verschieden geformt, 1 bis 2,5 Zentimeter lang, und 4,5 bis 9 Millimeter dick. Die Farben der Samen reichen von hell rötlich-braun bis hell bis dunkel grünlich-braun oder hell bis dunkel purpurfarben, oft mit Flecken oder Punkten in ähnlichen oder stärker abweichenden Farben.
Die Chromosomengrundzahl beträgt x = meist 6, selten 7; es liegt Diploidie vor mit Chromosomenzahlen von 2n = meist 12, selten 14.

## Ökologie
Die Ackerbohne ist ein einjähriger, sommerannueller Therophyt. An der Haupt- und den Seitenwurzeln bilden sich zahlreiche Rhizobium-Wurzelknöllchen mit dem symbiontischen, stickstoffbindenden Bakterium Rhizobium leguminosarum aus.
Die Blüten sind weiß, aber ihre Flügel haben ein dunkles Flecksaftmal, hervorgerufen durch Anthophäin aus der bei Pflanzen sonst seltenen Farbstoffgruppe der Melanine. Während der Dämmerung schließt sich die Fahne um die anderen Blütenteile und hüllt sie während der Nacht ein.
Die von Juni bis Juli reifenden Früchte sind durch sekundäre Gewebswucherungen quergefächert.

## Anbau und Ernte

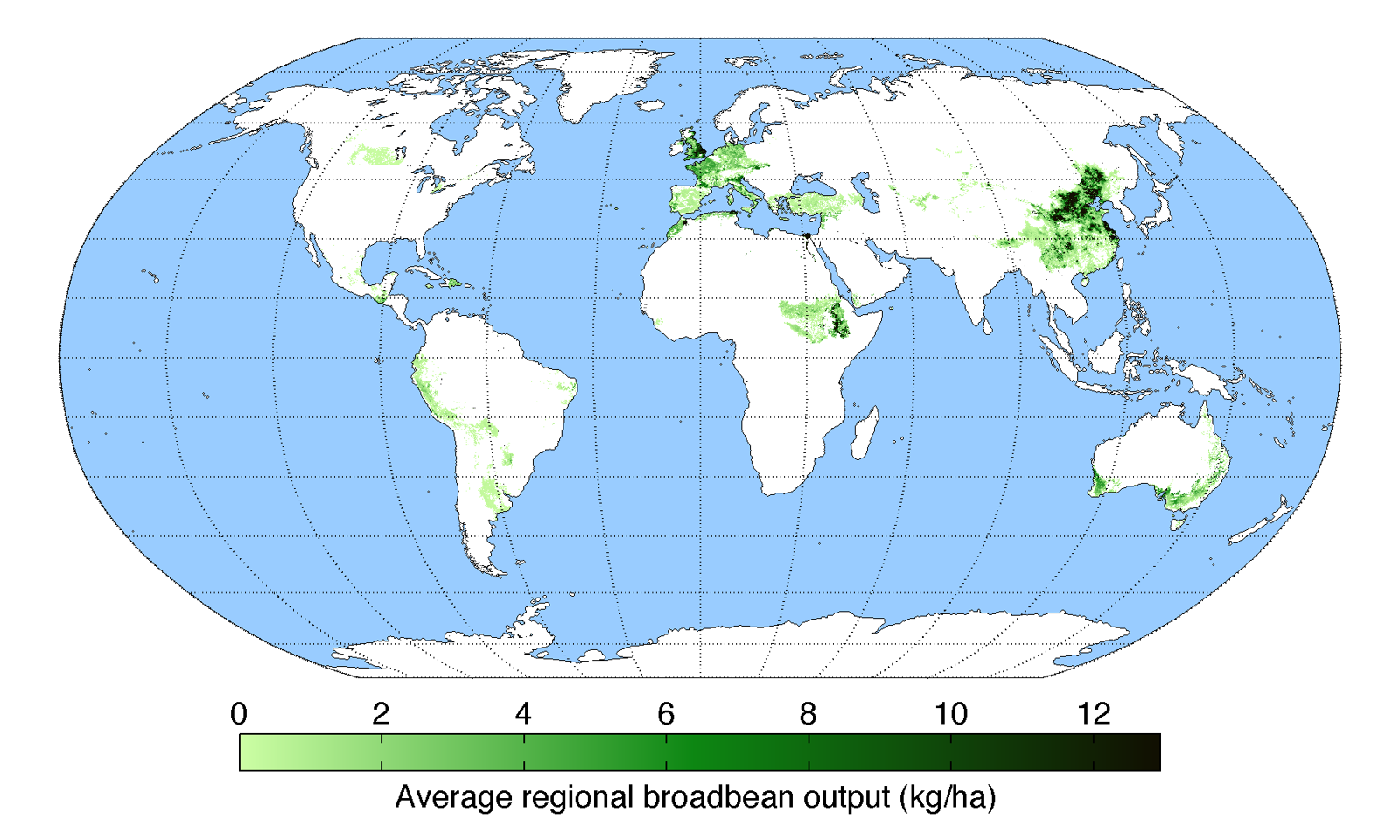
Regionale Verteilung der Ackerbohnen-Produktion im Jahr 2000

Die Ackerbohne benötigt einen Standort, an dem ihr hoher Wasserbedarf entweder durch tiefgründigen Boden mit hohem Wasserhaltevermögen oder durch einen hohen Grundwasserstand, gleichmäßige Niederschläge bzw. künstliche Bewässerung gedeckt werden kann. Sie wird daher oft in Marschland und auf schwerem Lehm angebaut.
Da sie nicht frostempfindlich ist, kann die Ackerbohne in Gebieten angebaut werden, die für andere Bohnen nicht geeignet sind. Da die Bohnen zur Entwicklung eines gewissen Vernalisationsreizes bedürfen und über eine gute Resistenz gegen Frost verfügen, kann die Aussaat der bereits bei Bodentemperaturen von 2 bis 3 °C keimenden Bohnensamen bei offenem (frostfreiem) Boden bereits im Februar stattfinden, die Ernte erfolgt dann ab Juni. In besonders wintermilden (maritimen) Klimaten wie in England werden Ackerbohnen auch als Winterfrucht bereits im vorausgehenden Herbst ausgesät. Die Aussaat erfolgt zwecks besserer und tieferer Bewurzelung und höherer Standfestigkeit recht tief mit einer Saattiefe zwischen 6 und 10 Zentimeter, bei Herbstaussaat gar bis 15 Zentimeter. Die Ernte der Bohnen erfolgt in der Landwirtschaft mittels Mähdrescher im Mähdruschverfahren, das erhebliche Nährstoffmengen enthaltende Bohnenstroh verbleibt kleingehäckselt auf dem Acker.
2019 wurden laut FAO weltweit rund 5,4 Millionen Tonnen Ackerbohnen geerntet. Die größten Produzenten waren China, Äthiopien und Großbritannien.
Im Jahr 2022 wuchs in Deutschland die Ackerbohne auf ca. 71.000 Hektar. Beim Anbau liegt sie nach der Erbse auf Platz zwei unter den Hülsenfrüchten, belegt allerdings nicht einmal ein Viertelprozent aller Agrarflächen. Jedoch erlebt die Ackerbohne in den letzten Jahren in Europa eine Renaissance und gewinnt wieder an Bedeutung, gilt sie doch als ökologische Alternative zu umstrittenem Importsoja aus Südamerika, für welches häufig tropischer Regenwald abgeholzt wird. Auch fügt sich die Ackerbohne gut in die Fruchtfolge mit anderen Nutzpflanzen ein. Durch die stickstoffbindende Eigenschaft der Leguminose bleiben nach der Ernte bis zu 125 kg Stickstoff pro Hektar im Boden, was den zusätzlichen Düngerbedarf für die Folgefrucht erheblich verringert.

## Nutzung
Die Ackerbohne wird sowohl als Futtermittel für Tiere als auch zur menschlichen Ernährung genutzt. Zur Verfütterung kommen sowohl die Samen als auch der ganze Spross. Für den menschlichen Genuss wird die Hülse meist nur bei sehr jung geernteten Bohnen verwendet. Bei ausgewachsenen Bohnen enthält die Hülse zähe Fasern. Die Samen können sowohl frisch als auch getrocknet verwendet werden; getrocknet sind sie ohne weitere Konservierung lagerfähig. Auch wird das Protein aus der Ackerbohne vermehrt für die Produktion vegetarischer Fleischersatzprodukte verwendet, ein Bereich der lange Zeit von Soja dominiert wurde.
Im Mittelmeerraum wird die Ackerbohne als Delikatesse genutzt, so in Spanien geröstet als Habas Tostadas oder in dem italienischen Salat Vignarola. Im arabischen Raum werden unter anderem Falafeln und Ful aus Ackerbohnen zubereitet.
Der Samenertrag beträgt zwischen 15 und 70 dt pro Hektar Anbaufläche. Daneben werden Ackerbohnen auch zur Gründüngung angebaut.
Die Samen enthalten etwa 25 bis 30 % Protein, 1 bis 2 % Fett, 40 bis 50 % Kohlenhydrate, daneben Ballaststoffe und Wasser. Es gibt umfangreiche Untersuchungen zur Gewinnung, Modifizierung und zum Einsatz der Hauptinhaltsstoffe, wie Protein und Stärke, aus den getrockneten Samen.

## Krankheiten
Uromyces viciae-fabae ist ein bedeutender Schädling der Ackerbohne. Eine Bodenbearbeitung vermindert den Befall, da dieser Pilz in befallenen Pflanzenteilen überwintert. Zugelassen ist eine chemische Bekämpfung mit Folicur und pyrethroidhaltigen Insektiziden. Botrytis fabae löst die Schokoladenfleckenkrankheit aus. Bedeutend ist zudem die Brennfleckenkrankheit, die durch Ascochyta fabae ausgelöst wird. Verschiedene bodenbürtige Pilze können Auflauf- und Fußkrankheiten auslösen.

## Schädlinge
Bekannte Schädlinge sind der Ackerbohnenkäfer, mindestens eine Art aus der Gattung der Blattrandkäfer und die Schwarze Bohnenlaus. Während die Blattläuse Saft aus der Pflanze saugen und beispielsweise der Gestreifte Blattrandkäfer halbkreisförmige Löcher in die Blattränder frisst, legen weibliche Ackerbohnenkäfer ihre Eier in die einzelnen Samen der heranwachsenden Bohnenhülsen. Ein Befall durch den Ackerbohnenkäfer, der als Agrarschädling gilt, wird daher meist erst nach der Ernte durch einen kleinen schwarzen Punkt auf den Bohnensamen sichtbar.

## Systematik
Die Erstveröffentlichung von Vicia faba erfolgte 1753 durch Carl von Linné in Species Plantarum, Band 2, S. 737. Synonyme für Vicia faba L. sind: Faba bona Medik., Faba equina Medik., Faba faba (L.) House, Faba major Desf., Faba minor Roxb., Faba sativa Bernh., Faba vulgaris Moench, Orobus faba Brot., Vicia esculenta Salisb., Vicia vulgaris Gray.
Vicia faba gehört zur Sektion Faba der Untergattung Vicia aus der Gattung Vicia L. in der Tribus Fabeae in der Unterfamilie Schmetterlingsblütler (Faboideae) innerhalb der Familie der Hülsenfrüchtler (Fabaceae oder Leguminosae).
Die Art Vicia faba wird in zwei Unterarten gegliedert:
- Vicia faba subsp. paucijuga (Alef.) Murat.
- Vicia faba L. subsp. faba: Sie enthält drei Varietäten:
  - Pferdebohne (Vicia faba subsp. faba var. equina Pers.): Als Viehfutter angebaut.
  - Dicke Bohne oder Puffbohne (Vicia faba subsp. faba var. faba Murat., Syn.: Faba vulgaris var. major Harz, Vicia faba var. major (Harz) Beck): Eigentliche „Dicke Bohne“, zum menschlichen Verzehr angebaut.
  - Ackerbohne (Vicia faba subsp. faba var. minuta (hort. ex Alef.) Mansf., Syn.: Faba vulgaris var. minor Harz, Faba vulgaris var. minuta hort. ex Alef., Vicia faba var. minor (Harz) Beck): Kleinsamige Varietät.

## Toxikologie
Ackerbohnen enthalten Phytohämagglutinin, weswegen sie nur gekocht verzehrt werden sollten.
Ackerbohnen können für Menschen mit der Erbkrankheit G6PD-Mangel zu einem verstärkten Zerfall roter Blutkörperchen führen, zum Favismus. In Mitteleuropa weisen etwa 1 % der Bevölkerung den G6PD-Mangel auf, der zum Favismus führen kann, aber nicht muss. Die Bevölkerung in Malaria-Gebieten – im Mittelmeerraum, in Afrika und Asien – ist zu einem größeren Prozentsatz von dem Gendefekt betroffen.
Zum Krankheitsbild des Favismus kann es nach dem Einatmen des Blütenstaubes und nach dem Verzehr der rohen, seltener auch der gekochten Bohnen kommen. 5 bis 48 Stunden nach dem Essen können Übelkeit, Erbrechen und Durchfall, Bauchschmerzen und Schwindelgefühl auftreten. In leichten Fällen verschwinden die Symptome nach einigen Tagen. In schweren Fällen entsteht eine akute hämolytische Anämie. Die Krankheit verläuft nach dem Einatmen des Blütenstaubs oft schwerwiegender. Diese Krankheit kann in seltenen und besonders schweren Fällen zum Tod führen.
Beim Favismus wirken die Glucoside Vicin (0,6–0,8 % im Samen der Pflanze) und Convicin (0,1–0,3 %), als Begleitstoffe wirken Lektine und L-Dopa. Vicin und Convicin oxidieren Glutathion. Bei Fehlen des reduzierenden Enzyms Glucose-6-phosphat-Dehydrogenase (G6PD) treten die Symptome des Favismus auf.
Auch bei Tieren kommen Vergiftungserscheinungen durch Vicia-Arten vor, besonders bei Pferden, Rindern und Schweinen. Das Krankheitsbild bei Pferden zeigt sich in einer schweren Leberdegeneration mit Koliken. Auf eine ausschließliche Verfütterung von Wicken sollte daher verzichtet werden. Seit einiger Zeit gibt es Sorten, bei denen der Gehalt an Vicin und Convicin auf etwa ein Fünftel reduziert ist. Es ist noch unklar, ob damit Favismus unterbleibt. Diese Züchtung wurde vor allem zur Verbesserung der Qualität als Tierfutter durchgeführt.